# Demétris Christofí
Demétris Christofí (ou Hristofí) (en grec moderne : Δημήτρης Χριστοφή), né le 28 septembre 1988 à Paralímni dans le district de Famagouste à Chypre, est un footballeur international chypriote qui évolue au poste de milieu offensif. 
Il joue actuellement pour le club chypriote de l'Ethnikos Achna.

## Biographie

### Carrière
Demétris Christofí est formé à l'Onísilos Sotíras. Après deux saisons en deuxième division et trente-six matchs pour neuf buts sous les couleurs de l'Onisilos. 
En 2007, il est transféré en première division à l'Enosis Neon Paralimni et devient l'un des éléments-clés du dispositif du club. Après une saison et vingt-sept matchs pour neuf buts, il est considéré comme l'un des jeunes joueurs les plus prometteurs de Chypre. Son transfert de l'Enosis Neon Paralimni à l'Omonia Nicosie pour une durée de quatre ans devient le transfert le plus cher de l'histoire du football chypriote, pour la somme de 850 000 €.
Après cinq saisons et cent-soixante deux matchs pour vingt-neuf buts sous les couleurs de l'Omonia, et cinq titre dont un titre de champion de Chypre en 2010, il quitte son pays natal pour la première fois pour signer avec l'équipe suisse du FC Sion pour la somme d'un million d'euros. 
Il y passe deux saisons et remporte la Coupe de Suisse en 2015 face au FC Bâle avant de revenir au pays.

### Équipe nationale
Demétris Christofí a eu dix apparitions en Chypre espoirs entre 2007 et 2009.
Il est convoqué pour la première fois par le sélectionneur national Angelos Anastasiadis pour un match amical face à la Grèce le 19 mai 2008. Il entre à la 72e minute à la place de Konstantinos Makridis (défaite 2-0). Le 19 novembre 2008, il marque son premier but en équipe de Chypre lors d'un match amical face à la Biélorussie (victoire 2-1).
Il compte 72 sélections et 9 buts avec l'équipe de Chypre depuis 2008.

## Statistiques

### Statistiques en club
| Saison                | Club                  | Championnat           | Championnat | Championnat | Coupe(s) nationale(s) | Coupe(s) nationale(s) | Compétition(s) continentale(s) | Compétition(s) continentale(s) | Compétition(s) continentale(s) | Chypre | Chypre | Total | Total |
| Saison                | Club                  | Division              | M.          | B.          | M.                    | B.                    | Comp.                          | M.                             | B.                             | M.     | B.     | M.    | B.    |
| 2005-2006             | Onísilos Sotíras      | B Kategoria           | 13          | 4           | -                     | -                     | -                              | -                              | -                              | -      | -      | 13    | 4     |
| 2006-2007             | Onísilos Sotíras      | B Kategoria           | 23          | 5           | -                     | -                     | -                              | -                              | -                              | -      | -      | 23    | 5     |
| Sous-total            | Sous-total            | Sous-total            | 36          | 9           | -                     | -                     | -                              | -                              | -                              | -      | -      | 36    | 9     |
| 2007-2008             | Énosis Néon Paralímni | A Kategoria           | 27          | 9           | -                     | -                     | -                              | -                              | -                              | 1      | 0      | 28    | 9     |
| 2008-2009             | Omonia Nicosie        | A Kategoria           | 30          | 10          | -                     | -                     | C3                             | 6                              | 1                              | 8      | 2      | 44    | 13    |
| 2009-2010             | Omonia Nicosie        | A Kategoria           | 28          | 1           | -                     | -                     | C3                             | 3                              | 0                              | 3      | 0      | 34    | 1     |
| 2010-2011             | Omonia Nicosie        | A Kategoria           | 17          | 2           | -                     | -                     | -                              | -                              | -                              | 4      | 0      | 21    | 2     |
| 2011-2012             | Omonia Nicosie        | A Kategoria           | 29          | 5           | 5                     | 1                     | C3                             | 4                              | 1                              | 7      | 1      | 45    | 8     |
| 2012-2013             | Omonia Nicosie        | A Kategoria           | 32          | 8           | 6                     | 0                     | C3                             | 2                              | 0                              | 8      | 0      | 48    | 8     |
| Sous-total            | Sous-total            | Sous-total            | 136         | 26          | 11                    | 1                     | -                              | 15                             | 2                              | 30     | 3      | 192   | 32    |
| 2013-2014             | FC Sion               | Super League          | 30          | 2           | -                     | -                     | -                              | -                              | -                              | 1      | 0      | 31    | 2     |
| 2014-2015             | FC Sion               | Super League          | 16          | 2           | 3                     | 0                     | -                              | -                              | -                              | 6      | 3      | 25    | 5     |
| 2015-2016             | FC Sion               | Super League          | 2           | 0           | -                     | -                     | -                              | -                              | -                              | -      | -      | 2     | 0     |
| Sous-total            | Sous-total            | Sous-total            | 48          | 4           | 3                     | 0                     | -                              | -                              | -                              | 7      | 3      | 58    | 7     |
| 2015-2016             | Omonia Nicosie        | A Kategoria           | 10          | 1           | 2                     | 1                     | -                              | -                              | -                              | -      | -      | 12    | 2     |
| 2016-2017             | Omonia Nicosie        | A Kategoria           | 28          | 8           | 3                     | 1                     | C3                             | 1                              | 0                              | 6      | 1      | 38    | 10    |
| 2017-2018             | Omonia Nicosie        | A Kategoria           | 31          | 6           | 1                     | 0                     | -                              | -                              | -                              | 6      | 1      | 38    | 7     |
| 2018-2019             | Omonia Nicosie        | A Kategoria           | 6           | 1           | -                     | -                     | -                              | -                              | -                              | 2      | 0      | 8     | 1     |
| 2019-2020             | Omonia Nicosie        | A Kategoria           | 6           | 1           | 1                     | 0                     | -                              | -                              | -                              | -      | -      | 7     | 1     |
| Sous-total            | Sous-total            | Sous-total            | 81          | 17          | 7                     | 2                     | -                              | 1                              | 0                              | 14     | 2      | 103   | 21    |
| 2019-2020             | Anorthosis Famagouste | A Kategoria           | 4           | 1           | 2                     | 0                     | -                              | -                              | -                              | -      | -      | 6     | 1     |
| 2020-2021             | Anorthosis Famagouste | A Kategoria           | 30          | 0           | 6                     | 2                     | C3                             | 1                              | 0                              | 7      | 0      | 44    | 2     |
| 2021-2022             | Anorthosis Famagouste | A Kategoria           | 25          | 4           | 6                     | 0                     | C3+C4                          | 2+6                            | 0+1                            | 6      | 0      | 45    | 5     |
| 2022-2023             | Anorthosis Famagouste | A Kategoria           | 32          | 5           | 4                     | 0                     | -                              | -                              | -                              | 6      | 1      | 42    | 6     |
| Sous-total            | Sous-total            | Sous-total            | 91          | 10          | 18                    | 2                     | -                              | 9                              | 1                              | 19     | 1      | 137   | 14    |
| 2023-2024             | Ethnikos Achnas       | A Kategoria           | 23          | 0           | 1                     | 1                     | -                              | -                              | -                              | 1      | 0      | 25    | 1     |
| 2024-2025             | Ethnikos Achnas       | A Kategoria           | 2           | 0           | -                     | -                     | -                              | -                              | -                              | -      | -      | 2     | 0     |
| Sous-total            | Sous-total            | Sous-total            | 25          | 0           | 1                     | 1                     | -                              | -                              | -                              | 1      | 0      | 27    | 1     |
| Total sur la carrière | Total sur la carrière | Total sur la carrière | 444         | 75          | 40                    | 6                     | -                              | 25                             | 3                              | 72     | 9      | 581   | 93    |

### Buts en sélection
Le tableau suivant liste tous les buts inscrits par Demétris Christofí avec l'équipe de Chypre.

## Palmarès
- Omonia Nicosie :
  - Champion de Chypre en 2010 et 2020, vice-champion en 2009, 2011, 2012
  - Vainqueur de la coupe de Chypre en 2011 et 2012
  - Vainqueur de la supercoupe de Chypre en 2012, finaliste en 2011.
- FC Sion
  - Vainqueur de la Coupe de Suisse en 2015.
- Anórthosis Famagouste :
  - Vainqueur de la coupe de Chypre en 2021.
  - Vice-champion de Chypre en 2020
  - Finaliste de la Supercoupe de Chypre en 2021